# Diplazon varicoxa
Diplazon varicoxa är en stekelart som först beskrevs av Thomson 1890.  Diplazon varicoxa ingår i släktet Diplazon och familjen brokparasitsteklar. Arten är reproducerande i Sverige. Inga underarter finns listade i Catalogue of Life.